# Heusden-Zolder
Heusden-Zolder is een gemeente in de provincie Limburg in België en is op 1 januari 1977 ontstaan uit de fusie van de zelfstandige gemeenten Heusden en Zolder. De gemeente behoort tot het kieskanton en gerechtelijk kanton Beringen.

## Geografie

### Deelgemeenten
| # | Naam    | Opp. (km²) | Inwoners (2020) | Inwoners per km² | NIS-code |
| - | ------- | ---------- | --------------- | ---------------- | -------- |
| 1 | Heusden | 20,46      | 16.492          | 806              | 71070A   |
| 2 | Zolder  | 32,94      | 17.381          | 528              | 71070B   |

### Overige kernen
Bolderberg, Viversel, Boekt, Eversel, Lindeman, Berkenbos, Voort, Ubbersel

## Demografie

### Demografische ontwikkeling
Met bijna 35.000 inwoners en een oppervlakte van 5.323 ha profileert Heusden-Zolder zich als middelgrote gemeente in West-Limburg.
Alle historische gegevens hebben betrekking op de huidige gemeente, inclusief deelgemeenten, zoals ontstaan na de fusie van 1 januari 1977.
- Bronnen:NIS, Opm:1831 tot en met 1981=volkstellingen; 1990 en later= inwonertal op 1 januari

| Inwoners van jaar tot jaar op 1 januari 1992 tot heden | Inwoners van jaar tot jaar op 1 januari 1992 tot heden | Inwoners van jaar tot jaar op 1 januari 1992 tot heden |
| jaar                                                   | Aantal                                                 | Evolutie: 1992=index 100                               |
| ------------------------------------------------------ | ------------------------------------------------------ | ------------------------------------------------------ |
| 1992                                                   | 28.666                                                 | 100,0                                                  |
| 1993                                                   | 28.965                                                 | 101,0                                                  |
| 1994                                                   | 29.090                                                 | 101,5                                                  |
| 1995                                                   | 29.294                                                 | 102,2                                                  |
| 1996                                                   | 29.424                                                 | 102,6                                                  |
| 1997                                                   | 29.570                                                 | 103,2                                                  |
| 1998                                                   | 29.699                                                 | 103,6                                                  |
| 1999                                                   | 29.849                                                 | 104,1                                                  |
| 2000                                                   | 30.105                                                 | 105,0                                                  |
| 2001                                                   | 30.183                                                 | 105,3                                                  |
| 2002                                                   | 30.269                                                 | 105,6                                                  |
| 2003                                                   | 30.513                                                 | 106,4                                                  |
| 2004                                                   | 30.541                                                 | 106,5                                                  |
| 2005                                                   | 30.648                                                 | 106,9                                                  |
| 2006                                                   | 30.769                                                 | 107,3                                                  |
| 2007                                                   | 31.017                                                 | 108,2                                                  |
| 2008                                                   | 31.278                                                 | 109,1                                                  |
| 2009                                                   | 31.473                                                 | 109,8                                                  |
| 2010                                                   | 31.526                                                 | 110,0                                                  |
| 2011                                                   | 31.875                                                 | 111,2                                                  |
| 2012                                                   | 32.003                                                 | 111,6                                                  |
| 2013                                                   | 32.132                                                 | 112,1                                                  |
| 2014                                                   | 32.381                                                 | 113,0                                                  |
| 2015                                                   | 32.774                                                 | 114,3                                                  |
| 2016                                                   | 33.011                                                 | 115,2                                                  |
| 2017                                                   | 33.156                                                 | 115,7                                                  |
| 2018                                                   | 33.406                                                 | 116,5                                                  |
| 2019                                                   | 33.708                                                 | 117,6                                                  |
| 2020                                                   | 33.892                                                 | 118,2                                                  |
| 2021                                                   | 34.207                                                 | 119,3                                                  |
| 2022                                                   | 34.243                                                 | 119,5                                                  |
| 2023                                                   | 34.623                                                 | 120,8                                                  |
| 2024                                                   | 35.017                                                 | 122,2                                                  |
| 2025                                                   | 34.985                                                 | 122,0                                                  |

## Politiek

### Structuur
De gemeente Heusden-Zolder ligt in het kieskanton Beringen (dat hetzelfde is als het provinciedistrict Beringen), het kiesarrondissement Hasselt-Tongeren-Maaseik (identiek aan de kieskring Limburg).

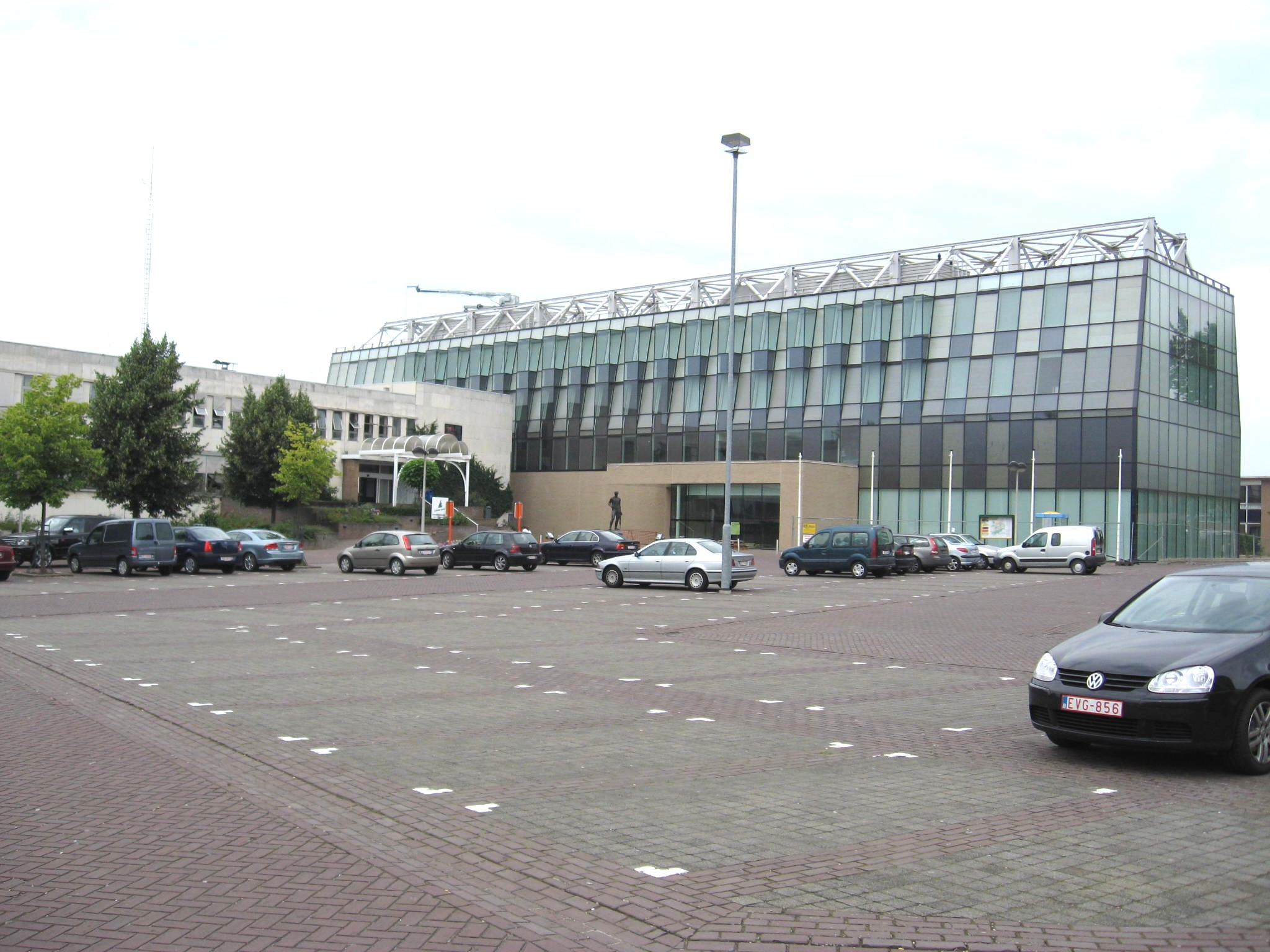
Het nieuwe gemeentehuis (2007) met links het oude gemeentehuis dat in 2008 werd afgebroken

| Heusden-Zolder   | Heusden-Zolder   | Supranationaal         | Nationaal                         | Nationaal          | Gemeenschap       | Gewest            | Provincie         | Arrondissement           | Provinciedistrict | Kanton          | Gemeente        |
| ---------------- | ---------------- | ---------------------- | --------------------------------- | ------------------ | ----------------- | ----------------- | ----------------- | ------------------------ | ----------------- | --------------- | --------------- |
| Administratief   | Niveau           | Europese Unie          | België                            | België             | Vlaanderen        | Vlaanderen        | Limburg           | Hasselt                  | Hasselt           | Hasselt         | Heusden-Zolder  |
| Administratief   | Bestuur          | Europese Commissie     | Belgische regering                | Belgische regering | Vlaamse regering  | Vlaamse regering  | Deputatie         | Deputatie                | Deputatie         | Deputatie       | Gemeentebestuur |
| Administratief   | Raad             | Europees Parlement     | Kamer van volksvertegenwoordigers | Vlaams Parlement   | Vlaams Parlement  | Vlaams Parlement  | Provincieraad     | Provincieraad            | Provincieraad     | Provincieraad   | Gemeenteraad    |
| Kiesomschrijving | Kiesomschrijving | Nederlands Kiescollege | Kieskring Limburg                 | Kieskring Limburg  | Kieskring Limburg | Kieskring Limburg | Kieskring Limburg | Hasselt-Tongeren-Maaseik | Beringen          | Beringen        | Heusden-Zolder  |
| Verkiezing       | Verkiezing       | Europese               | Federale                          | Federale           | Vlaamse           | Vlaamse           | Provincieraads-   | Provincieraads-          | Provincieraads-   | Provincieraads- | Gemeenteraads-  |

### (Voormalige) Burgemeesters
| Tijdspanne | Tijdspanne   | Burgemeester                 |
| ---------- | ------------ | ---------------------------- |
|            | 1977 - 1982  | Jozef Aerts (CVP)            |
|            | 1983 - 1994  | Jaak Vandenwijngaert (Nieuw) |
|            | 1995 - 2000  | Sonja Claes (CVP)            |
|            | 2001 - 2006  | Tony Beerten (Nieuw)         |
|            | 2007 - 2012  | Sonja Claes (CD&V)           |
|            | 2013 - heden | Mario Borremans (GOED)       |

#### Legislatuur 2013 - 2018
Sinds 1 januari 2013 is Mario Borremans, voormalig lid van de CD&V, die enkele maanden voor de verkiezingen overstapte naar de N-VA, burgemeester. Na de verkiezingen was niet helemaal duidelijk wie er burgemeester zou worden, Bruno Buyse (lijsttrekker) of Mario Borremans. Mario Borremans werd uiteindelijk burgemeester vanwege de vele stemmen.
In 2014 kwam er een geschil tussen verschillende N-VA leden onder elkaar nadat er onrust was ontstaan na mogelijke belangenvermenging van Bruno Buyse, een ander N-VA lid in Heusden-Zolder.
Later dat jaar, na een geleidelijke periode, stapten in totaal 4 mensen die in de gemeenteraad zetelen uit de lokale afdeling van de N-VA. Hierdoor, nadat er vertrouwen was gegeven aan de nieuwe onafhankelijken, werd de coalitie verdergezet zonder de N-VA. Hij leidt een coalitie bestaande uit Onafhankelijken (gegroepeerd in G-O-E-D), Nieuw HZ, sp.a en Open Vld. Samen vormen ze de meerderheid met 16 op 31 zetels.

#### Legislatuur 2019 - 2024
De lijst GOED werd de grootste partij met 11 op 31 zetels in de gemeenteraad en vormde een coalitie met sp.a en CD&V-Groen, goed voor een meerderheid van 24 zetels. Mario Borremans (GOED) bleef burgemeester.

#### Legislatuur 2024 - 2030
Bij de gemeenteraadsverkiezingen van oktober 2024 ging CD&V in Heusden-Zolder op in de lijst GOED, die een absolute meerderheid van 21 op 33 zetels had behaald. Desondanks vormde de partij een coalitie met N-VA, goed voor een meerderheid van 24 zetels. Mario Borremans (GOED) bleef burgemeester.

#### Resultaten gemeenteraadsverkiezingen sinds 1976
| Partij of kartel     | Partij of kartel                                   | 10-10-1976 | 10-10-1976 | 10-10-1982 | 10-10-1982 | 9-10-1988 | 9-10-1988 | 9-10-1994 | 9-10-1994 | 8-10-2000 | 8-10-2000 | 8-10-2006 | 8-10-2006 | 14-10-2012 | 14-10-2012 | 14-10-2018 | 14-10-2018 | 13-10-2024 | 13-10-2024 |
| Stemmen / Zetels     | Stemmen / Zetels                                   | %          | 27         | %          | 29         | %         | 29        | %         | 29        | %         | 29        | %         | 31        | %          | 31         | %          | 31         | %          | 33         |
| -------------------- | -------------------------------------------------- | ---------- | ---------- | ---------- | ---------- | --------- | --------- | --------- | --------- | --------- | --------- | --------- | --------- | ---------- | ---------- | ---------- | ---------- | ---------- | ---------- |
|                      | NIEUW1 / VU2 / sp.a & NieuwB / Nieuw HZ3           | -          |            | 34,971     | 11         | 29,822    | 10        | 27,891    | 9         | 19,841    | 6         | 26,93B    | 9         | 15,333     | 5          | -          |            | -          |            |
|                      | SP1 / sp.a & NieuwB / sp.a2 / Vooruit+3            | 16,011     | 4          | 16,711     | 5          | 19,51     | 6         | 17,181    | 5         | 13,651    | 4         | 26,93B    | 9         | 17,052     | 6          | 20,72      | 7          | 17,93      | 6          |
|                      | Agalev1 / Groen!2 / CD&V-GroenA / Vooruit+3        | -          |            | -          |            | 3,591     | 0         | -         |           | 6,461     | 1         | 4,682     | 0         | -          |            | 18,9A      | 6          | 17,93      | 6          |
|                      | CVP1 / CDE2 / CD&V-Plus3 / CD&V-GroenA / GOEDB     | 75,731     | 22         | 29,641     | 9          | 30,491    | 11        | 36,442    | 12        | 25,921    | 8         | 28,563    | 10        | 17,863     | 6          | 18,9A      | 6          | 55,8B      | 21         |
|                      | GOEDB                                              | -          |            | -          |            | -         |           | -         |           | -         |           | -         |           | -          |            | 32,8 B     | 11         | 55,8B      | 21         |
|                      | N-VA                                               | -          |            | -          |            | -         |           | -         |           | -         |           | 8,39      | 2         | 28,65      | 10         | 13,4       | 4          | 11,2       | 3          |
|                      | Vlaams Blok1 / Vlaams Belang2                      | -          |            | -          |            | 3,591     | 0         | 10,881    | 2         | 13,081    | 3         | 14,952    | 5         | 8,112      | 2          | 10,52      | 3          | 9,72       | 2          |
|                      | PVV1 / VLD2 / VLD-VIVANT3 / Open Vld4 / Voluit HZ5 | -          |            | 6,951      | 1          | 5,081     | 0         | -         |           | 21,052    | 7         | 16,493    | 5         | 6,274      | 1          | 3,75       | 0          | -          |            |
|                      | NeXt                                               | -          |            | -          |            | -         |           | -         |           | -         |           | -         |           | -          |            | -          |            | 5,3        | 1          |
|                      | Sterk H-Z                                          | -          |            | -          |            | -         |           | -         |           | -         |           | -         |           | 5,59       | 1          | -          |            | -          |            |
|                      | LEF                                                | -          |            | -          |            | -         |           | 7,1       | 1         | -         |           | -         |           | -          |            | -          |            | -          |            |
|                      | KDP                                                | -          |            | 10,96      | 3          | 7,92      | 2         | -         |           | -         |           | -         |           | -          |            | -          |            | -          |            |
|                      | GEM BEL                                            | 6,95       | 1          | -          |            | -         |           | -         |           | -         |           | -         |           | -          |            | -          |            | -          |            |
|                      | Anderen (*)                                        | 1,31       | 0          | 0,76       | 0          | -         |           | 0,51      | 0         | -         |           | -         |           | 1,14       | 0          | -          |            | -          |            |
| Totaal stemmen       | Totaal stemmen                                     | 13141      | 13141      | 15137      | 15137      | 16431     | 16431     | 17478     | 17478     | 19514     | 19514     | 21541     | 21541     | 21910      | 21910      | 22892      | 22892      | 16435      | 16435      |
| Opkomst %            | Opkomst %                                          |            |            |            |            | 96,43     | 96,43     | 95,14     | 95,14     | 93,82     | 93,82     | 94,29     | 94,29     | 91,48      | 91,48      | 91,6       | 91,6       | 64,0       | 64,0       |
| Blanco en ongeldig % | Blanco en ongeldig %                               | 4,12       | 4,12       | 4,25       | 4,25       | 5,01      | 5,01      | 5,29      | 5,29      | 3,63      | 3,63      | 3,58      | 3,58      | 2,85       | 2,85       | 3,8        | 3,8        | 0,6        | 0,6        |

De zetels van de gevormde coalitie staan vetjes afgedrukt. De grootste partij staat in kleur.
(*) 1976: PVDA / 1982: PVDA / 1994: PVDA / 2012: Respect

## Bezienswaardigheden
- het kasteel Terlaemen in Viversel
- het kasteel Vogelsanck in Zolder
- het kasteel Meylandt in Heusden
- het kasteel Obbeek in Heusden

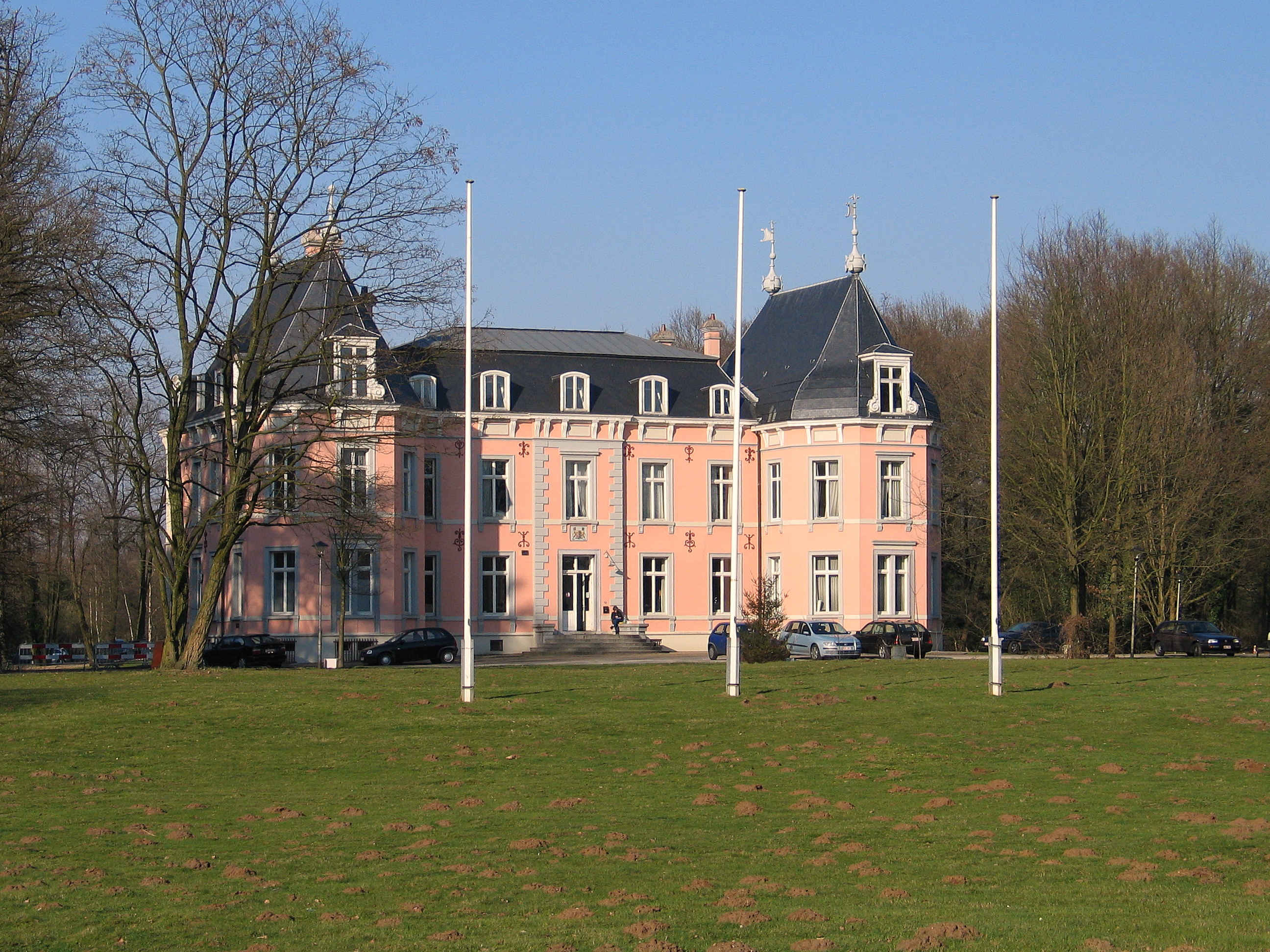
Kasteel Meylandt

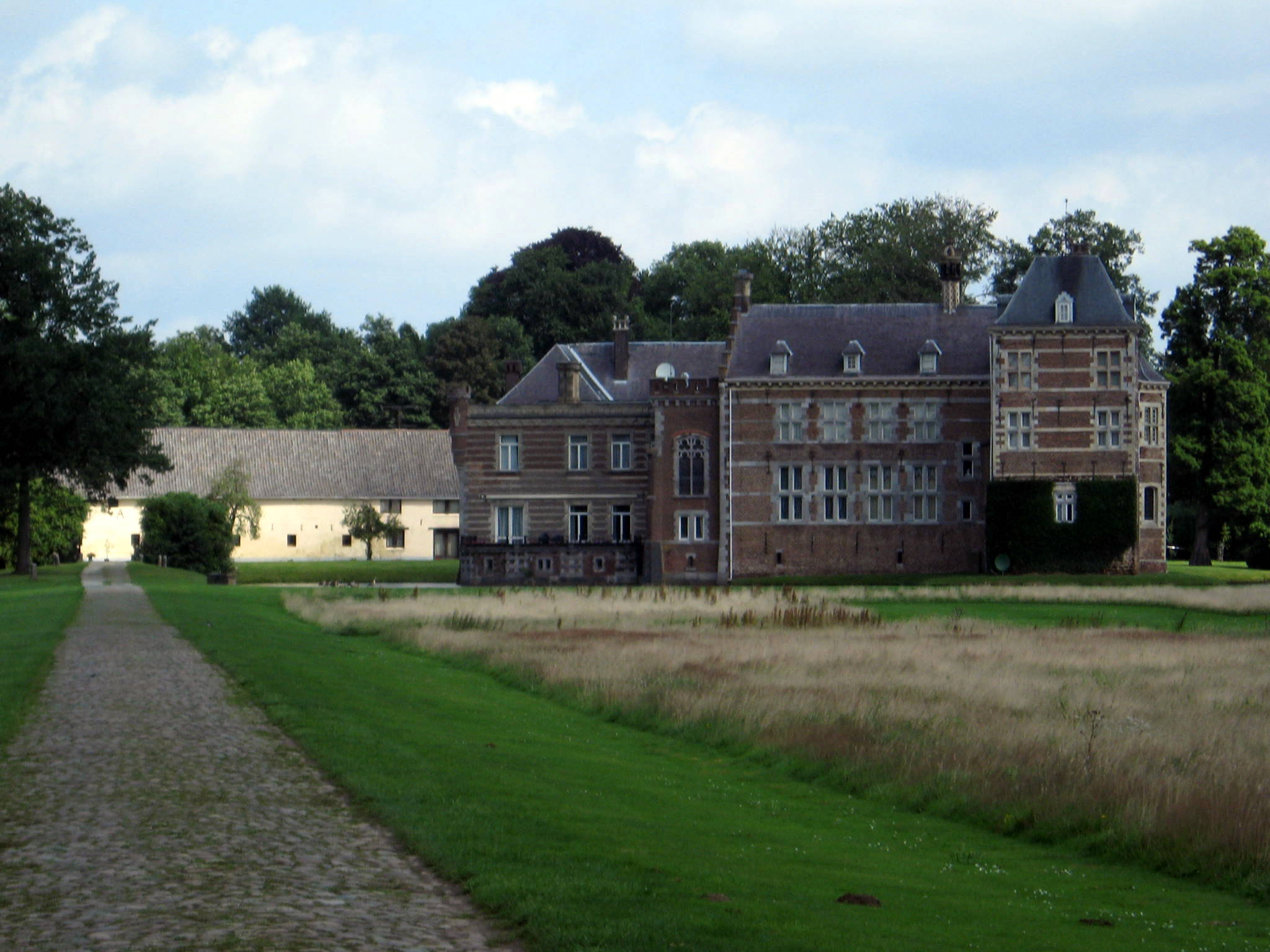
Kasteel Vogelsanck

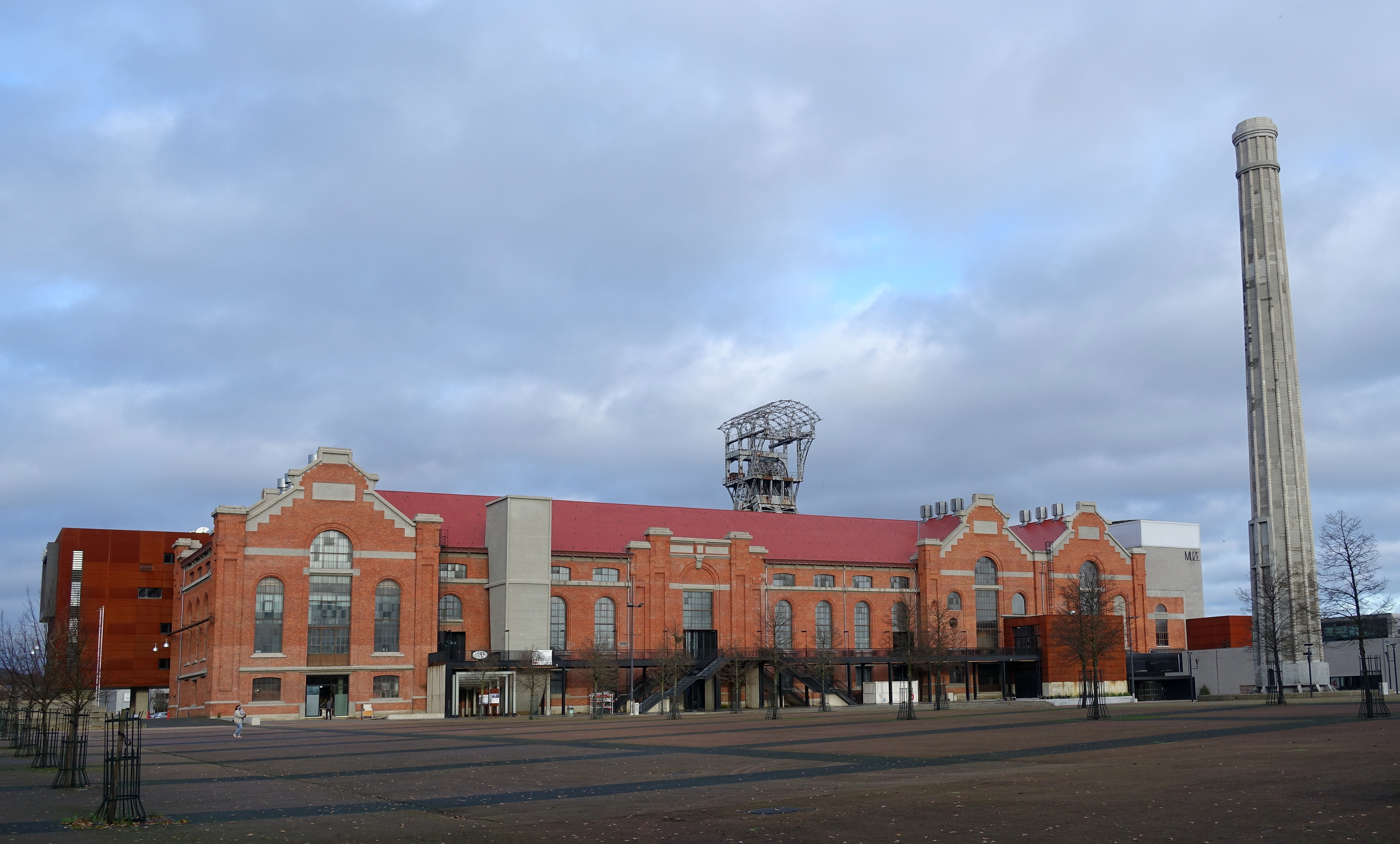
Steenkoolmijn van Zolder: Ophaalmachinegebouw met Cultuurcentrum Muze, ZLDR Luchtfabriek en CVO De Verdieping

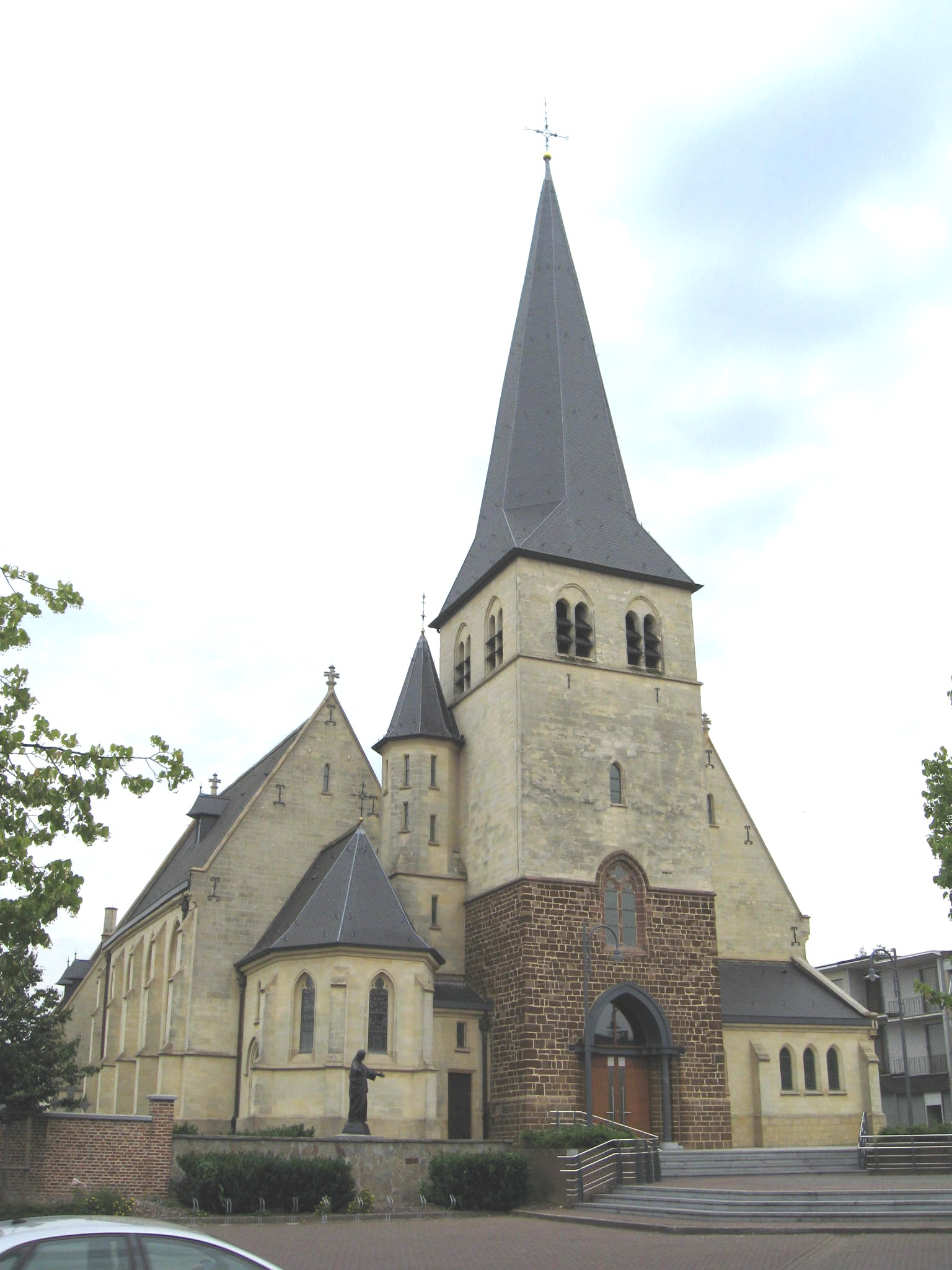
De Sint-Hubertus- en Vincentiuskerk te Zolder

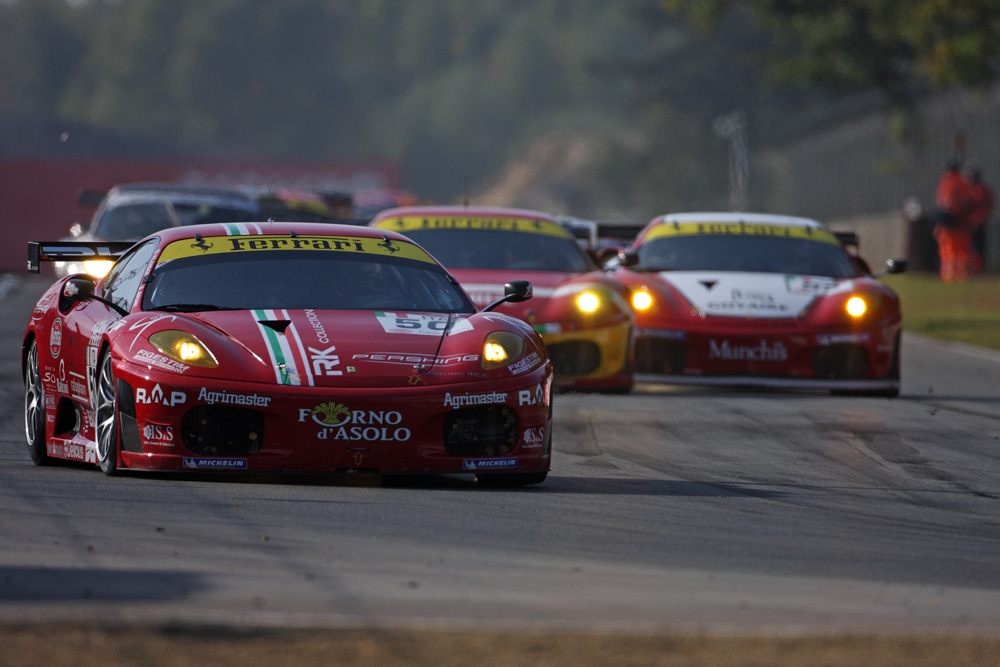
AF Corse met de Ferrari F430 GT2 van Gianmaria Bruni en Toni Vilander op het Circuit van Zolder

- het kasteel Domherenhof (Domherenhuis) in Zolder
- het Woutershof in Zolder, dat een heemkundig museum bevat
- het circuit Zolder in Viversel
- de Kluis van Bolderberg
- de Steenkoolmijn van Zolder
- het domein Bovy in Bolderberg
- het Vijvergebied Midden-Limburg dat voor een deel in deze gemeente ligt
- Natuurgebieden in Heusden-Zolder

## Mobiliteit
Grenzend aan het Albertkanaal en voorzien van drie op- en afritten langs de E314 en E313 vormen de uiterst makkelijke bereikbaarheid en de gunstige ligging belangrijke kenmerken van Heusden-Zolder.

## Economie
Van 1923 tot 1992 ontgon men in de mijn van Zolder steenkool. Het was hier dat op 30 september 1992 de laatste steenkoolmijn van de Benelux definitief de deuren sloot. De komst van vele buitenlandse werkkrachten (Spanjaarden, Italianen, maar vooral veel Turken) in de mijn gaf de gemeente op korte tijd een multiculturele bevolking.
Toeristisch is het racecircuit van Zolder hét uithangbord van de gemeente. De gemeente maakt deel uit van het Economisch Netwerk Albertkanaal.

## Sport

### Circuit
Op het racecircuit van Zolder werd in 1973, van 1975 tot en met 1982 en in 1984 de Grand Prix Formule 1 van België georganiseerd.

### Wielrennen
Zowel de wereldkampioenschappen wielrennen van 1969 als 2002 werden in Zolder georganiseerd. In 1969 won de Nederlander Harm Ottenbros er de wegwedstrijd voor beroepsrenners en de Amerikaanse Audrey McElmury won bij de vrouwen. In 2002 was het de beurt aan de Italiaan Mario Cipollini en de Zweedse Susanne Ljungskog. Bij de Europese kampioenschappen wielrennen 2024 gingen zowel de tijdritten als de wegritten van start in Heusden-Zolder.

### Veldrijden
Vanaf 2000 wordt jaarlijks de veldrit GP Eric De Vlaeminck verreden op en rond het circuit. De veldrit deed in 2025 dienst als Belgisch kampioenschap en in 2002 en 2016 als wereldkampioenschap. Bij de laatste werd een motortje ontdekt bij belofterenster Femke Van den Driessche.

### BMX
Sinds 2008 is er naast het circuit een BMX-parcours. In 2015 en 2019 vonden hier de wereldkampioenschappen BMX plaats.

### Velodroom
In 2022-2023 werd de Velodroom Limburg naast het circuit gebouwd, met op het middenplein diverse sportvelden en een gymhal. De Europese kampioenschappen baanwielrennen 2025 worden verreden op deze wielerpiste.

### Voetbal
De gewezen voetbalploeg K. Heusden-Zolder (later K. Beringen-Heusden-Zolder) speelde één seizoen in de hoogste klasse van het Belgische voetbal.

## Bekende personen uit Heusden-Zolder
- Barthélemy de Theux de Meylandt (1794-1874), politicus (eerste minister)
- Jef Ulburghs (1922-2010), priester, politicus (senator, Europees Parlementslid)
- Roger Swerts (1942), wielrenner
- Conny Fabry (1952), zangeres
- Jo Vandeurzen (1958), politicus
- Peter Balette (1961), voetbaltrainer
- Kristel Werckx (1969), wielrenster
- Regi Penxten (1976), muziekproducent
- Alper Uludağ (1990), Turks voetballer
- Jo Coppens (1990), voetballer
- Niels Pittomvils (1992), atleet
- Stef Poelmans (1995), presentator Nickelodeon
- Lennart Lemmens (1996), acteur, regisseur
- Moutir Chajia (1996), voetballer
- Dries Van Langendonck (2010), racepiloot (wereldkampioen karting (junioren))

## Partnersteden
- Bad Arolsen (Duitsland)
- Brilon (Duitsland)
- Hesdin (Frankrijk)
- Erdek (Turkije)
- Saint-Hubert (België)